# 懷森蕭和東塞爾 (英國國會選區)

選區在大曼徹斯特郡的位置

懷森蕭和東塞爾（英語：Wythenshawe and Sale East），英國國會一自治市選區，位於大曼徹斯特郡南部，包括曼徹斯特的五個地方選區和特拉福德三個地方選區。
本區自1997年創設以來至今的當區議員為工黨的保羅·戈金斯。他在2010年大選中以44.1選票連任成功。